# Justin Wilson
Justin Wilson, britanski dirkač, * 31. julij 1978, Rotherham, Anglija, Združeno kraljestvo, † 24. avgust 2015, Allentown, Pensilvanija, ZDA.
Wilson je dirkal v Formuli 1 v sezoni 2003 in osvojil eno prvenstveno točk z osmim mestom na predzadnji dirki sezone za Veliko nagrado ZDA. Ker za sledečo sezono ni dobil sedeža v Formuli 1, se je preselil v ameriško serijo Champ Car, kjer je v sezoni 2005 dosegel dve zmagi, eno tretje mesto in skupno tretje mesto v dirkaškem prvenstvu z 265-imi točkami, v sezoni 2006 pa eno zmago, pet drugih mest, eno tretje in skupno drugo mesto v dirkaškem prvenstvu z 298-imi točkami. V sezoni 2007 je dosegel eno zmago, tri druga in eno tretje mesto ter ponovno osvojil drugo mesto v dirkaškem prvenstvu. Od sezone 2008 je nastopal v seriji IndyCar, v kateri je dosegel tri zmage, štiri druga in pet tretjih mest. Najvišje v dirkaškem prvenstvu je bil v sezoni 2013, ko je zasedel šesto mesto. 

## Smrt
Na predzadnji dirki sezone 2015 na dirkališču Pocono Raceway je v nesreči utrpel hude poškodbe glave, ki jim je podlegel sledečega dne. Sage Karam, dirkač, ki je bil na vodilni poziciji je izgubil nadzor nad vozilom in pri veliki hitrosti z nosom dirkalnika trčil v zunanjo ograjo dirkališča. Zaradi trka se je nos odkrušil in poskakoval po progi ter usodno zadel Wilsona v glavo, zaradi česar je najprej padel v nezavest in trčil v notranjo ograjo (ta trk ni bil usoden). Ta dogodek je spremenil izdelavo vozil indycar, saj so uvedli aeroscreen, podobno kot halo pri formuli. 

## Rezultati

### Formula 1
(legenda) (odebeljene dirke pomenijo najboljši štartni položaj, poševne pa najhitrejši krog, †-uvrščen kljub odstopu)
| Leto | Moštvo                    | Šasija       | Motor        | 1       | 2       | 3       | 4       | 5      | 6      | 7       | 8       | 9     | 10     | 11    | 12      | 13      | 14      | 15    | 16     | Prv | Toč |
| ---- | ------------------------- | ------------ | ------------ | ------- | ------- | ------- | ------- | ------ | ------ | ------- | ------- | ----- | ------ | ----- | ------- | ------- | ------- | ----- | ------ | --- | --- |
| 2003 | European Minardi Cosworth | Minardi PS03 | Cosworth V10 | AVS Ret | MAL Ret | BRA Ret | SMR Ret | ŠPA 11 | AVT 13 | MON Ret | KAN Ret | EU 13 | FRA 14 | VB 16 |         |         |         |       |        | 20. | 1   |
| 2003 | Jaguar Racing             | Jaguar R4    | Cosworth V10 |         |         |         |         |        |        |         |         |       |        |       | NEM Ret | MAD Ret | ITA Ret | ZDA 8 | JAP 13 | 20. | 1   |

### Champ Car
(legenda)
| Leto | Moštvo   | 1       | 2     | 3      | 4      | 5       | 6       | 7      | 8     | 9       | 10      | 11      | 12    | 13      | 14    | Prv | Toč |
| ---- | -------- | ------- | ----- | ------ | ------ | ------- | ------- | ------ | ----- | ------- | ------- | ------- | ----- | ------- | ----- | --- | --- |
| 2004 | Conquest | LBH 6   | MTY 6 | MIL 11 | POR 5  | CLE Ret | TOR 12  | VAN 14 | ROA 7 | DEN 7   | MTL Ret | LAG Ret | LAS 8 | SUR 8   | MEX 4 | 11. | 188 |
| 2005 | RuSPORT  | LBH 4   | MTY 4 | MIL 4  | POR 17 | CLE 7   | TOR 1   | EDM 4  | SAN 4 | DEN Ret | MTL 3   | LAS 11  | SUR 7 | MEX 1   |       | 3.  | 265 |
| 2006 | RuSPORT  | LBH 2   | HST 5 | MTY 2  | MIL 2  | POR 2   | CLE Ret | TOR 4  | EDM 1 | SAN 3   | DEN 8   | MTL Ret | ROA 5 | SUR Inj | MEX 2 | 2.  | 298 |
| 2007 | RSPORTS  | LVG Ret | LGB 4 | HST 10 | POR 2  | CLE 4   | MTT 5   | TOR 3  | EDM 2 | SAN 13  | ROA 8   | ZOL 5   | ASS 1 | SUR     | MEX   | 4.  | 211 |